# Гайнов, Виктор Владимирович
Виктор Владимирович Гайнов (4 января 1938 — 24 июня 2008) — советский и российский актёр.

## Биография
Родился 4 января 1938 года.
Профессионального актёрского образования не имел. Много лет работал электриком на московском заводе «Салют» и водителем такси 16 ТМП «Мосавтолегтранса».
Обладал громадным ростом и брутальной наружностью, в силу чего был востребован в кинематографе. Снимался преимущественно в типажных ролях второго плана. Наиболее известная роль — громила-уголовник в картине Владимира Меньшова «Ширли-мырли» (1995 г.).
Похороны Виктору организовал «Мосфильм».

## Фильмография
1. 1974 — Дорогой мальчик — гангстер Томми
2. 1975 — Здравствуйте, я ваша тётя! — полисмен
3. 1978 — Сибириада
4. 1980 — Тегеран-43
5. 1983 — Берег (фильм) — вышибала
6. 1987 — Брод (фильм) — преследователь
7. 1989 — Город Зеро — римский легионер
8. 1989 — Чужая сторона — водитель из Архангельска
9. 1990 — Морской волк — Лэтимер
10. 1992 — Воздушные пираты — член спецкоманды авиаагентства
11. 1993 — Полнолуние
12. 1994 — Джонатан — друг медведей / Jonathan degli orsi (Италия — Россия) — Боло, наёмник
13. 1994 — Зона Любэ — Страж ворот
14. 1995 — Ширли-мырли — Квазимодо, мафиози, он же рентген-лаборант, он же водитель трамвая

#### Клипы
1. 1994 — «Любовь здесь больше не живёт», Влад Сташевский